# Netzmanagement
Als Netzmanagement (oder Netzwerkmanagement, Netzwerkverwaltung) wird das von Netzbetreibern eines Netzwerks übernommene Management in Form der Verwaltung, Betriebstechnik, Durchführung und Kontrolle des Netzes bezeichnet.

## Allgemeines
Große Netzwerke wie im Verkehrswesen das Straßen-, Schienen-, Wasserstraßen- und Luftstraßennetz, im Energiesektor die Versorgungs- (Gasnetz, Stromnetz, Trinkwassernetz, Kanalisation) und Verbundnetze sowie in der Telekommunikation die Telekommunikationsnetze (Datennetze, Mobilfunknetze, Rechnernetze, Telefonnetze und Verteilnetze) erfordern eine stetige Überwachung mit dem Ziel einer hohen Verfügbarkeit bei optimaler Netzlast und Minimierung von Netzstörungen. In Datennetzen übernimmt das Netzmanagement die Operation, Administration and Maintenance (OAM).
Auch Logistiknetze wie Absatzketten, Handelsketten, Lieferketten oder Transportketten können einem Netzmanagement unterzogen werden. Gegenstand des Netzmanagements ist hier insbesondere die Generierung, Bewertung und Auswahl von Handlungsalternativen zur zielgerechten Gestaltung und Nutzung des Transportsystems. Das Supply-Chain-Management und die Disposition können die Aufgaben des Netzmanagements übernehmen.

## Aufgaben
Das Netzmanagement lässt sich unterteilen in:
- Betriebsmanagement mit Wartung, Tests sowie Synchronisierung. Um Netzstörungen schnell erkennen zu können, werden Schwellenwerte (Grenzwerte) definiert, die bei auffälligen Ereignissen Alarme auslösen.
- Das Ereignismanagement erfasst sämtliche Ereignisse, insbesondere Fehler, und wertet sie aus (Fehlermanagement). Es sorgt für den Einsatz von Redundanzen.
- Das Leistungsmanagement überwacht die Netzleistung im Hinblick auf Leistungsengpässe und sorgt für die richtige Dimensionierung der Netzwerkkapazitäten.

Dadurch wird die Funktionsfähigkeit und die Verfügbarkeit der Netzwerke sichergestellt. Zur Durchführung dieser Aufgaben gibt es die Network Monitoring Station (NMS), welche den Netzwerkbetrieb überwacht.
Bei Rechnernetzen wird unterschieden zwischen dem Protocol Management, dem Layer Management und dem Systems Management.
- Das Protocol Management umfasst die Überwachung des Übertragungsprotokolls in einer OSI-Schicht.
- Das Layer Management übernimmt die Überwachung der Schichten eines Netzes.
- Das Systems Management führt schichtenübergreifende Funktionen in einem System im Sinne von OSI aus.

IP-Netze werden häufig mittels Simple Network Management Protocol (SNMP) und/oder Windows Management Instrumentation (WMI) verwaltet und überwacht.
Das Telecommunications-Management-Network (TMN) ist die Gruppe von ITU-T Standards zur Verwaltung von großen Telekommunikationsnetzen.
Das Netzwerk-Monitoring übernimmt die Überwachung und regelmäßige Kontrolle von Netzwerken, deren Hardware (z. B. Server, Router, Switches) und Diensten (z. B. Webserver, DNS-Dienste, E-Mail-Dienste). Man unterscheidet hierbei zwischen externem und internem Monitoring. Beim externen Monitoring wird ein zusätzliches Monitoring-Gerät an das Netz angeschlossen, beim internen Monitoring nicht. Eine weitere Charakterisierung wird mit den Begriffen aktiv und passiv getroffen. Beim aktiven Monitoring werden zusätzliche Datenpakete in das Netz gesendet, beim passiven wird lediglich „mitgehört“.
Das TM Forum hat im Rahmen des Programms New Generation Operations Systems and Software (NGOSS) ein Modell u. a. für die angesprochenen Aufgabenfelder entwickelt, welches im Service-Provider-Bereich weite Verbreitung gefunden hat.

## Standard
Die ISO hat das FCAPS-Modell entwickelt, welches die funktionalen Aufgaben von Netzwerkmanagement als Standard beschreibt:
- (F) Fault Management / Fehlermanagement: Erkennen, Protokollieren, Melden und Beheben von auftretenden Fehlerzuständen
- (C) Configuration Management / Konfigurationsmanagement: Erfassung aller Komponenten (Configuration Items), die überwacht werden müssen
- (A) Accounting Management / Abrechnungsmanagement: Erfassen der Benutzung des Netzes, so dass Rechnungen gestellt werden können
- (P) Performance Management / Leistungsmanagement: Verkehrswerte/Leistungsdaten sammeln und Statistiken führen, Grenzwerte festlegen
- (S) Security Management / Sicherheitsmanagement: Authentifizierung von Benutzern, Autorisierung von Zugriff und Nutzung

Ein großer Teil dieser Aufgaben wird von rechnerbasierten Netzmanagementsystemen unterstützt. Reale Netzmanagementsysteme unterstützen in der Regel jedoch nur einen Teil dieser Aufgaben.

## Wirtschaftliche Aspekte
Das Netzmanagement zielt letztlich darauf ab, die Effizienz eines Netzwerks zu erhalten oder zu steigern durch seine wirtschaftliche Optimierung.
In Verkehrsnetzen sorgt das Verkehrsmanagement unter anderem für die Überwachung von Verkehrsdichte und Verkehrsstärke, um Verkehrsstaus zu minimieren. In Transportnetzwerken übernimmt die Disposition wesentliche Aufgaben des Netzmanagements. In Rechnernetzen kommt es bei der Überwachung der Netzlast vor allem auf die Minimierung der Antwortzeiten an.
Das Netzmanagement muss auch dafür sorgen, dass die durch eine überhöhte Netzlast bedingten Netzstörungen durch eine Erhöhung der Netzkapazitäten beseitigt werden. Denn  Netzwerkeffekte können bei zunehmender Teilnehmerzahl auch negativ ausfallen. Mit zunehmender Zahl der Verkehrsteilnehmer im Straßennetz erhöht sich – bei konstantem Verkehrsnetz – die Verkehrsdichte, so dass es zu Verkehrsstaus und anderen Netzstörungen kommen kann. Steigen die Benutzerzahlen und Datenmengen in Rechnernetzen über die kritische Masse, werden die Server überlastet, so dass sich die Antwortzeiten verlängern. Wird mithin die kritische Masse überschritten, sind die Netzwerkeffekte negativ.

## Software
Open Source Monitoring Software
- BigSister
- Cacti
- Check MK
- Ganglia
- Icinga
- Multi Router Traffic Grapher
- Munin
- Nagios
- openITCOCKPIT
- OpenNMS
- Opsview
- Op5 Monitor
- Xymon
- Zabbix
- Zenoss

Proprietäre Monitoring Software
- Adrem Software NetCrunch
- CA Unicenter
- HP OpenView
- IBM Tivoli
- Ipswitch WhatsUp Gold
- Marconi ServiceOn
- Microsoft Operations Manager
- ManageEngine OpManager
- Paessler PRTG
- Quest Big Brother
- SolarWinds Network Performance Monitor
- Spectrum Enterprise Manager